# Zamek Dubliński

Wnętrze Kaplicy Królewskiej na Zamku Dublińskim, Dublin, Irlandia

Zamek Dubliński (ang. Dublin Castle, irl. Caisleán Bhaile Átha Cliath) – zamek królewski w Dublinie. Pierwsza warownia została zbudowana w latach 1204–1224 przez Anglo-Normanów. W roku 1684 pożar zniszczył budowlę. Po odbudowie kierowanej przez generalnego mierniczego Williama Robinsona z pierwotnej warowni zachowała się jedynie Record Tower. W 1746 roku został wykonany remont apartamentów użytkowanych przez administrację państwowa. 16 stycznia 1922 roku Michael Collins objął zamek w imieniu rządu Irlandii.

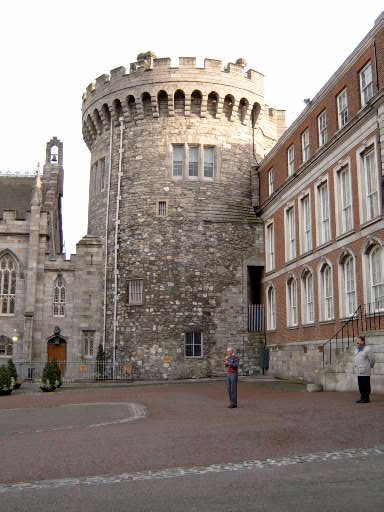
Record Tower

## Wybrane zabytki
- Sala św. Patryka – z malowidłami autorstwa Vincenza Valdre przedstawiające alegorię więzi łączących Wielką Brytanię i Irlandię
- Sala tronowa – sala, w której w 1740 ustawiony został tron, najprawdopodobniej dar Wilhelma Orańskiego po zwycięstwie w bitwie nad Boyne
- Zbiory Chestera Beatty’ego – biblioteka Chester Beatty Library, zawierająca dzieła sztuki orientalnej, w tym ręcznie pisane egzemplarze Koranu, oraz zabytki kultur, m.in. Birmy i Syjamu